# Iチャネル
iチャネル（アイチャネル、i-channel、i.ch）は、NTTドコモのFOMA端末向け情報配信サービスである。2009年12月末時点での利用者は約1700万人。

## 概要
さまざまな情報を、同社の携帯電話に配信し待受画面に表示するものである。マクロメディアのFlash Castの技術が利用されている。対応機種は、同社の第3世代携帯電話FOMA 701iシリーズ以降、902iシリーズ以降、FOMAコンセプトモデルの一部（後述）。対応機種では待受画面に情報がテロップ表示され、専用のchボタンを押すことで全画面に一覧表示させることも可能。一覧表示は季節に合わせた背景が表示されることがある。
サービスにかかる月額料金は150円（税抜）。ドコモが配信する基本情報（ベーシックチャネル）の更新にかかるパケット通信料は、月額料金に含まれる（自動更新されるヘッドライン部分だけであって、各ニュースや天気予報などの詳細情報を見る際は別途パケット通信料が発生する）。ただし、IPや企業が配信するチャネル（おこのみチャネル）の更新にかかるパケット通信料はユーザー負担で、別途情報料が必要な場合もある。また、対応機種を購入した際にサービスに申し込まなかった場合は、「おためしサービス」として30日間無料で利用することができる。
サービスの目的としては、iモード利用頻度の低いライトユーザーに対してきっかけを与えようとする考えがある。ドコモでは、iモードのコンテンツプロバイダーの市場を侵食しないよう、サービスで提供する情報を簡易的なものにとどめている。
2008年8月1日より「ニュース」および「芸能・スポーツ」チャネルにて、新たにビデオクリップ対応端末向けに動画ニュースの配信を開始。なお、動画ニュースの利用にあたっては、「パケ・ホーダイ」または「パケ・ホーダイフル」の加入が必須となる。
2011年6月22日からはドコモ スマートフォンのAndroidを搭載した機種で iチャネルスマートフォンアプリの提供が開始された。
2013年12月からは、ドコモスマートフォンのiPhone 5c/5sにも対応予定。

## コンテンツ
| チャネル | 情報提供元                        | 備考                                                                                           |
| ベーシックチャネル | ベーシックチャネル                | ベーシックチャネル                                                                             |
| --- | --------------------------------- | ---------------------------------------------------------------------------------------------- |
| ニュースチャネル | 日本テレビ放送網 （日テレNEWS24） | 取材などは日本テレビ系列の放送局が担当する（例：関西でのニュースは讀賣テレビ放送取材となる）。 |
| 芸能&スポーツチャネル | 日本テレビ放送網 （日テレNEWS24） | 取材などは日本テレビ系列の放送局が担当する（例：関西でのニュースは讀賣テレビ放送取材となる）。 |
| お天気チャネル | ウェザーニューズ                  |                                                                                                |
| 占いチャネル | 上田きょうや                      |                                                                                                |
| BeeTVチャネル | エイベックス通信放送              |                                                                                                |
| 音楽チャネル | タワーレコード                    |                                                                                                |
| 雑誌チャネル | magabon（マガボン）               |                                                                                                |
| おすすめサイトチャネル                                                                                                   |                                   |                                                                                                |
| iモードサイトの紹介が配信される。ユーザー自らiモードの情報サイトを探すことなく、待受画面から直接、情報にアクセスできる。 |                                   |                                                                                                |
| おこのみチャネル |                                   |                                                                                                |
| iモードコンテンツプロバイダが配信する。別途申し込みが必要。情報料が必要なものもある。                                    |                                   |                                                                                                |

## 待受画面のテロップ表示
- ベーシックチャネルの各チャネル個別にテロップ表示の可否を選択することはできない。
- 903iシリーズ・703iシリーズ以降ではおこのみチャネルのテロップ表示も可能。

## 対応機種
FOMAシリーズのうち、以下のモデルが対応する。対応機種の一覧は対応機種を参照のこと。
- ドコモ スマートフォン（一部機種を除く）
- docomo PRIME series
- docomo STYLE series
- docomo SMART series
- docomo PRO series（一部機種を除く）
- 906iシリーズ
- 905iシリーズ
- 904iシリーズ
- 903iシリーズ
- 902iSシリーズ
- 902iシリーズ
- 706iシリーズ
- 705iシリーズ（NM705iを除く）
- 704iシリーズ
- 703iシリーズ
- 702iSシリーズ
- 702iシリーズ
- 701iシリーズ
- らくらくホンシリーズ
  - らくらくホン6 (F-10A)
  - らくらくホンV (F884iES)
  - らくらくホンIVS (F883iESS)
  - らくらくホンベーシックS (F883iS)
  - らくらくホンプレミアム (F884i)
  - らくらくホンIV (F883iES)
  - らくらくホンベーシック (F883i)
  - FOMAらくらくホンIII (F882iES)
- コンセプトモデル
  - D800iDS
  - prosolid II (P851i)
  - MUSIC PORTER X (D851iWM)
- SIMPURE N1

## 沿革
- 2005年（平成17年）8月2日 - iチャネルサービスおよび、初めて対応する701iシリーズを報道発表。
- 2005年（平成17年）9月9日 - サービス開始。同時に、701iシリーズのうち先行の2機種（D701i・N701i）が発売開始。
- 2005年（平成17年）12月17日 - サービス開始から約3か月半、50万契約突破。
- 2006年（平成18年）1月22日 - サービス開始から約4か月半、100万契約突破。
- 2006年（平成18年）3月27日 - サービス開始から約6か月半、200万契約突破。
- 2006年（平成18年）5月29日 - サービス開始から約8か月半、300万契約を突破。
- 2006年（平成18年）7月15日 - サービス開始から約10か月、400万契約を突破。
- 2006年（平成18年）8月25日 - サービス開始から約11か月半、リニューアル実施。これに伴い、ニュースの提供元が、読売新聞から毎日新聞に変更された[3]。
- 2006年（平成18年）8月26日 - サービス開始から約11か月半、500万契約を突破。
- 2007年（平成19年）3月18日 - サービス開始から約18か月、1,000万契約を突破。
- 2008年（平成20年）1月3日 - サービス開始から約28か月、1,500万契約を突破。
- 2009年（平成21年）11月3日 - ドコモ・ヨーロッパがa2network社の英国でのMVNOサービス「ベリーモバイル」において、iチャネルサービスの提供を開始[4]。
- 2009年（平成21年）12月9日 ドコモパシフィックによる、グアムおよびサイパンiチャネルサービス提供開始。（サービス名は「MAX CHANNEL」）
- 2011年6月23日（平成23年）6月23日 ドコモ スマートフォンのAndroid OS搭載機種に、iチャネルアプリの提供が開始され、スマートフォンでもiチャネルが利用可能となった。
- 2025年（令和7年）3月31日 2026年（令和8年）3月31日を以てサービス終了を発表

## 同業他社の類似サービス
- EZニュースフラッシュ (au) - パケット通信費以外は無料提供。ニュース配信は朝日新聞系。
- S!速報ニュース（SoftBank 3G端末） - パケット通信費以外は無料提供。ニュース配信は読売新聞。
- ステーション（SoftBank 2G・2.5端末） - 類似サービスでは唯一、端末位置情報を利用する。2010年3月末でサービスを終了した。